# Cantón de Thonon-les-Bains-Oeste
El cantón de Thonon-les-Bains-Oeste era una división administrativa francesa que estaba situada en el departamento de Alta Saboya y la región de Ródano-Alpes.

## Composición
El cantón estaba formado por nueve comunas:
- Allinges
- Anthy-sur-Léman
- Cervens
- Draillant
- Margencel
- Orcier
- Perrignier
- Sciez
- Thonon-les-Bains (fracción)

## Supresión del cantón de Thonon-les-Bains-Oeste
En aplicación del Decreto nº 2014-153 de 13 de febrero de 2014, el cantón de Thonon-les-Bains-Oeste fue suprimido el 22 de marzo de 2015 y sus 9 comunas pasaron a formar parte, seis del nuevo cantón de Thonon-les-Bains y tres del nuevo cantón de Sciez.